# Toledo
Toledo è una città spagnola di 85 893 abitanti situata nel centro-sud del Paese, appartenuta all'antico Regno di Castiglia che aveva come capitale la città di Burgos. Attualmente è capoluogo dell'omonima provincia e della Comunità Autonoma di Castiglia-La Mancia. Per tradizione l'arcidiocesi di Toledo, la più importante del Paese, è sede primaziale, cioè all'arcivescovo di Toledo spetta il titolo di Primate di Spagna.

## Geografia

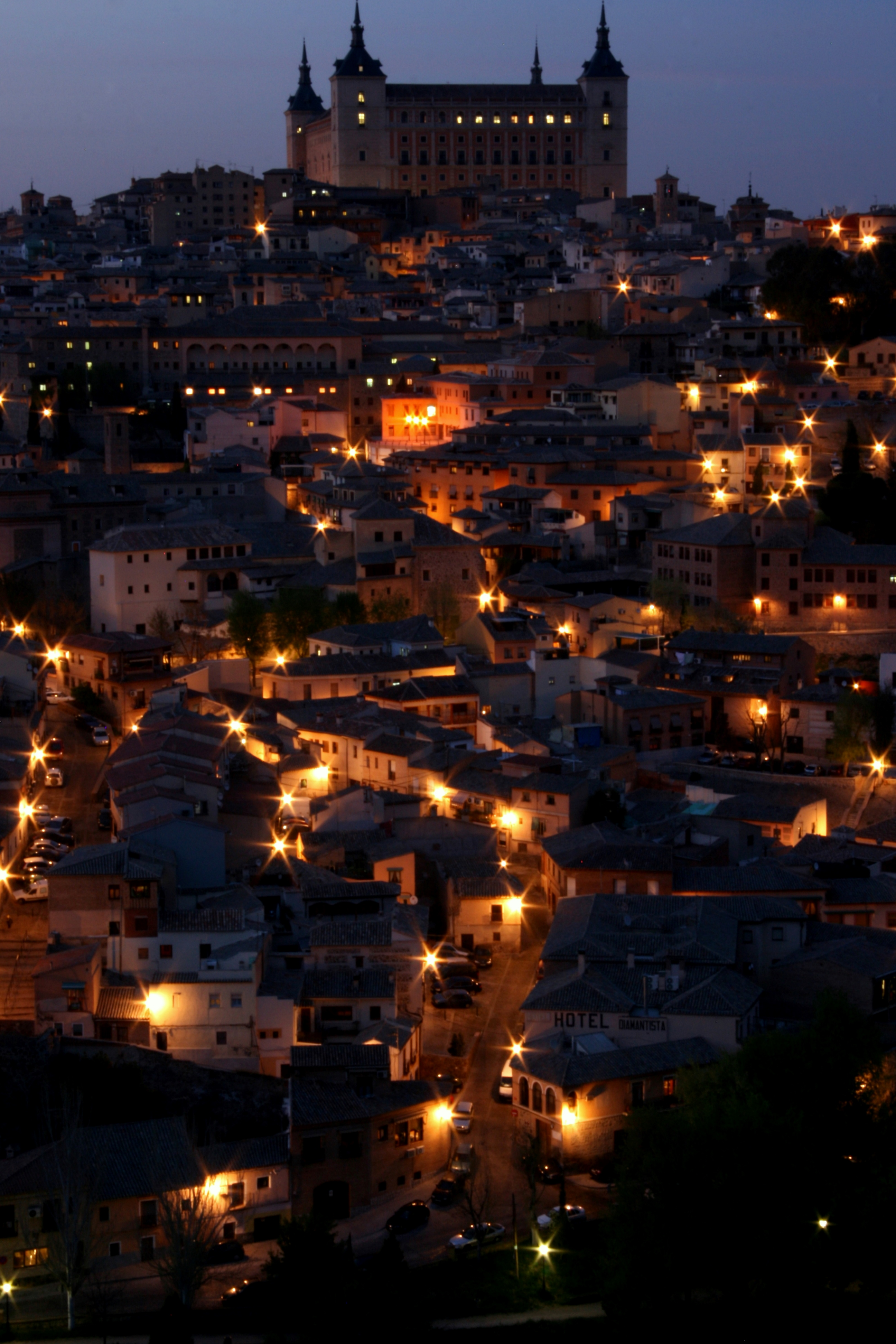
Toledo vista di notte

La città è attraversata dal fiume Tago, il centro storico di Toledo si trova sulla cima di una collina e permette di apprezzare il panorama.

### Clima
| Toledo              | Mesi | Mesi | Mesi | Mesi | Mesi | Mesi | Mesi | Mesi | Mesi | Mesi | Mesi | Mesi | Stagioni | Stagioni | Stagioni | Stagioni | Anno |
| Toledo              | Gen  | Feb  | Mar  | Apr  | Mag  | Giu  | Lug  | Ago  | Set  | Ott  | Nov  | Dic  | Inv      | Pri      | Est      | Aut      | Anno |
| ------------------- | ---- | ---- | ---- | ---- | ---- | ---- | ---- | ---- | ---- | ---- | ---- | ---- | -------- | -------- | -------- | -------- | ---- |
| T. max. media (°C)  | 10   | 12,5 | 15,9 | 19,1 | 22,7 | 28,7 | 33,4 | 32,1 | 27,5 | 20,6 | 14,5 | 10,4 | 11,0     | 19,2     | 31,4     | 20,9     | 20,6 |
| T. min. media (°C)  | 1,6  | 2,4  | 5,1  | 7,5  | 10,5 | 15,2 | 18,6 | 18,0 | 14,7 | 9,9  | 5,3  | 2,6  | 2,2      | 7,7      | 17,3     | 10,0     | 9,3  |
| Precipitazioni (mm) | 36   | 32   | 38   | 43   | 44   | 25   | 8    | 10   | 27   | 44   | 41   | 41   | 109      | 125      | 43       | 112      | 389  |

## Storia

### Preistoria ed età antica
Il primo stanziamento stabile di nostra conoscenza della città di Toledo riguarda una serie di castra, al di sopra dei quali si sviluppò in seguito la città carpetana fortificata, uno dei centri più importanti dei carpetani. Tra i primi insediamenti conosciuti nella zona troviamo il Cerro del Bu, situato sulla sponda sinistra del fiume Tago, un giacimento a più stadi, uno dei quali datato nell’Età del Bronzo.
Nell’anno 193 a.C. e dopo una grande resistenza, Marco Fulvio Nobiliore conquistò la città. I romani la ricostruirono e la denominarono Toletum, nella provincia di Carpetania. La città sviluppò un’importante industria del ferro, il che le permise di coniare monete. La zona dove era stata fondata la città subì un profondo processo di romanizzazione, come testimoniano i numerosi resti di ville romane, specialmente sulla riva del Tago.
I romani lasciarono numerose tracce nella città, come un imponente acquedotto, di cui si conservano unicamente le basi su entrambi i lati del Tago, una strada romana, parte della quale si può vedere sui pendii collinari della sponda sinistra del fiume, e un circo, situato in un parco pubblico e parzialmente dissotterrato. Esistono molte altre testimonianze che, nonostante in molti casi siano date per scomparse, è molto probabile che si trovino nel sottosuolo della città, come ad esempio il teatro (situato nelle immediate vicinanze del circo e che attualmente occupa una scuola), l’anfiteatro (al di sotto del quartiere di Covachuelas), un’importante infrastruttura idraulica (come i resti che rimangono al lato della porta da dove si accede alla moschea del Cristo della Luce), numerose strade (come quelle recentemente trovate approssimativamente a sette metri di profondità al di sotto del giardino della Moschea precedentemente menzionata), così come terme, canali di scolo e ville.
Bisogna sottolineare il fatto che la maggior parte di queste costruzioni storiche fu demolita, e i blocchi di pietra furono utilizzati per la costruzione di altri edifici e per la muraglia che circonda la città, sebbene, probabilmente la maggiore ricchezza archeologica di Toledo si trovi interrata nel suo sottosuolo.

### Età medievale
Dopo le prime incursioni germaniche, vennero ricostruite le antiche muraglie a scopi difensivi; nonostante ciò nell’anno 411 la città fu conquistata dagli alani grazie al loro notevole capacità del controllo del  combattimento a cavallo e alle loro capacità  militari. Questi furono a loro volta sconfitti dai visigoti nel 418. Una volta vinto il suo rivale Agila, Atanagildo stabilì la sua corte nella città, e successivamente, con Leovigildo, questa divenne la capitale del regno ispano-goto e sede di arcivescovato. Raggiunse così una grande importanza civile e religiosa (come provano i concili di Toledo) arrivando a raggiungere i 10 000 abitanti (cosa che la collocava tra le maggiori città spagnole della epoca). Molto vicino a Toledo, nella città di Guadamur, fu trovato il tesoro di Guarrazar, un insieme eccezionale di corone votive dei re visigoti.
Nell’anno 711 venne conquistata da Tariq ibn Ziyad e sottomessa al dominio musulmano. La città cadde senza opporre una vera resistenza, dato che gran parte della popolazione era fuggita. Gli arabi la ribattezzarono Tulaytula (in arabo طليطلة ).
Il predomino della popolazione mozarabica la trasformò immediatamente in un centro che suscitava la preoccupazione di Cordova, contro cui effettivamente scoppiò una rivolta nel 797 durante l’emirato di al-Hakam I. In base alle cronache, che ci forniscono diverse versioni dell’accaduto, l’emiro avrebbe inviato il muladí Amrús ben Yusuf a sottomettere la città. Amrús decimò i muladí locali mediante la cosiddetta “giornata della fossa”: durante un banchetto nel palazzo del governatore, dove vennero invitati i principali muladí della città, questi sarebbero stati uccisi man mano che entravano e i loro cadaveri gettati in un fosso. In questo modo l’emiro riuscì a sottomettere per un certo periodo di tempo la regione di Toledo. Nonostante ciò, gli abitanti della città si ribellarono nuovamente nell’811 e nell’829, dopo la morte dell'emiro. Si dice che da questi eventi potrebbe essere nata l’espressione "passare una notte toledana”.
Per finire, Abd al-Rahman III sedò la ribellione endemica della città di Toledo nel luglio del 932, dopo un assedio di due anni, sottomettendola al califfato di Cordoba. Dopo il disintegrarsi del califfato nell’XI secolo, Toledo divenne un'importante Taifa, che ad ogni modo dovette pagare tributi di vassallaggio ai re di Castiglia per mantenere la propria indipendenza.
Dopo tre anni di assedio, la città viene sottomessa e si arrese il 6 maggio 1085. Giorni dopo, il 25 maggio, Alfonso VI di León entra a Toledo e, attraverso il trattato di resa con il re di Leon sottomise il regno, garantendo agli abitanti musulmani la sicurezza delle persone e dei loro beni. Il re concesse fueros propri a ognuna delle minoranze esistenti: mozarabiche (Toledo era un importante centro mozarabico, con liturgia propria, quella ispano-mozarabica, che ancora oggi si conserva), musulmane ed ebree, successivamente consolidate da Alfonso VII nel Fuero del 1118. Dopo la capitolazione della città, sopraggiunse il maggior periodo di splendore di Toledo, di una grande intensità culturale, sociale e politica. La scuola di traduttori di Toledo, fiorente durante i secoli XII e XIII, così come le numerose opere di arte civili e religiose, che lasciarono un’importante testimonianza nella città.
Dopo la resa venne tollerata la pratica religiosa della comunità ebraica e di quella musulmana, ma questo atteggiamento tollerante non durò a lungo. I cristiani costruirono la nuova cattedrale sulla moschea maggiore, che a sua volta si trovava al di sopra dell’antica cattedrale visigota.
Nel 1162 la città fu conquistata dal re Ferdinando II di León, durante il periodo particolarmente caotico in cui Alfonso VIII di Castiglia era minore di età. Il re leonese nominò Ferdinando Rodríguez de Castro, membro della casa del Castro, governatore della città. La città di Toledo rimase sotto il potere dei leonesi fino all’anno 1166, quando fu riconquistata dai castigliani.
Durante la guerra civile castigliana, Toledo lottò a fianco di Pietro I e, dopo aver sofferto un lungo assedio, fu conquistata nel gennaio del 1369. Durante tutto il medioevo la città continuò a crescere: nel XIV secolo ricevette il privilegio fieristico e nel XV secolo divenne uno dei principali produttori di stoffe castigliani, attività che si aggiunse a quelle già esistenti, quali la coniatura di monete, la fabbricazione di armi e l’industria della seta. Nel 1492 gli ebrei vennero espulsi e i Re Cattolici riformarono la città. Isabella la Cattolica vi fece costruire, nel monastero di San Juan de los Reyes, quella che voleva che fosse la sua tomba, però alla fine fu sepolta insieme al suo sposo all’interno della cattedrale di Granada. Carlo I trasformò Toledo in città imperiale e in sede della Corte.

### Età moderna
I Re Cattolici urbanizzarono e ingrandirono la città, e nella cattedrale toledana Giovanna e Filippo il Bello furono proclamati eredi della corona castigliana nel 1502. I nobili castigliani  parteciparono attivamente all’unificazione del primo stato moderno d'Europa, in particolare l'aristocratica famiglia degli Álvarez de Toledo, il cui potere aumentò sotto la protezione del potere regio. Isabella la Cattolica fece costruire a Toledo il monastero di San Juan de los Reyes per commemorare la battaglia di Toro ed essere sepolta lì con suo marito, ma dopo la riconquista di Granada i Re decisero di farsi seppellire in quest'ultima città, dove le  loro spoglie riposano oggi.
Fu una delle prime città che si unì alla Rivolta dei comuneros nel 1520, con capi comuneros come Pedro Laso de la Vega e Juan de Padilla. Dopo la sconfitta nella battaglia di Villalar, i comuneros toledani, guidati da Maria Pacheco (la vedova di Padilla) furono quelli che opposero più resistenza ai progetti di Carlo V, fino alla loro resa nel 1522. Toledo divenne una delle sedi della corte imperiale e la quarta città più popolosa della monarchia con 60 000 abitanti (1560).
Successivamente, con la decisione di trasferire la corte a Madrid, presa da suo figlio Filippo II, nell’anno 1561, la città perse gran parte del suo peso politico e sociale. Il crollo dell'industria tessile accentuò la decadenza di Toledo, sebbene mantenne la sua importanza come centro del potere ecclesiastico. Il 23 agosto del 1580 iniziò una grande epidemia di influenza che afflisse tutta la Castiglia e si accanì specialmente su Toledo, come racconta fra Antonio de Villacastín nelle sue Memorie della fondazione di San Lorenzo il Reale, monastero dell'ordine di San Girolamo...:
Questa è considerata la prima pandemia influenzale, anche se alcuni credono che sia stata in realtà la pertosse. Questa epidemia è iniziata in Asia e da lì è passata in Europa e in America. Quasi tutta l'Europa è stata colpita in sei settimane, e si dice che solo il 20% della popolazione sfuggì alla malattia.
La costituzione della Real Compañía de Comercio y Fábrica, nel 1748, nell'ambito delle ristrutturazioni borboniche ispirate all'Illuminismo, portò una breve rinascita della città, ma alla fine del XVIII secolo  andò nuovamente in rovina e fu ridotta a funzioni puramente amministrative.
Nel 1761, per ordine del re Carlo III, si stabilì nella città la Reale Fabbrica d'Armi.

### Età contemporanea
Dopo l'inizio della guerra civile spagnola, la città rimase nella zona sotto il controllo repubblicano. Tuttavia nell'Alcazar, sede dell'Accademia di Fanteria, si rifugiò un gruppo di fedeli ai ribelli (1950 persone, secondo il bollettino El Alcázar di quei giorni, tra militari, guardie civili e le loro famiglie), al comando del colonnello Moscardó, che resistette al governo dal 21 luglio 1936 fino all'arrivo delle truppe del generale Varela il 27 settembre di quello stesso anno. L'assedio dell'Alcazar fu ampiamente utilizzato dalla propaganda franchista. L'Alcazar, quasi del tutto distrutto durante l'assedio, fu ricostruito completamente in seguito.
La repressione e la violenza tra i sostenitori di ogni fazione furono i segni caratteristici del periodo della guerra e del dopoguerra. In un primo momento, con la città ancora sotto il dominio repubblicano,  furono messe in atto fucilazioni di massa, in cui i cittadini venivano giustiziati per il semplice sospetto di essere di «destra» o di appartenere alla chiesa cattolica (essendo documentata la morte di almeno cento ecclesiastici). In una di queste fucilazioni risulterà morto il decano della cattedrale e secondo la tradizione storiografica franchista, Luis Moscardó, figlio del colonnello rinchiuso nell'Alcázar. Nel settembre 1936 si stabilì un tribunale popolare nel Palazzo arcivescovile. Il Tribunale ebbe vita breve, stabilendo solo quattro procedimenti sommari prima del suo trasferimento a Madrid. Inoltre, la vita in città era in un costante stato di guerra, con combattimenti e bombardamenti continui nella zona dell'Alcazar. Gli errori nei bombardamenti causarono molti danni alla città, soprattutto nella vicina Plaza de Zocodover. Dopo la presa della città da parte delle truppe franchiste la repressione si inasprì. Fino al dicembre 1936 la città vivrà in uno stato di durissima repressione attuata attraverso giudizi abbreviati, guidata dal comandante Planas e rivolta a tutti i cittadini che avevano collaborato alla repressione attuata dalle truppe repubblicane.
La città fu ufficialmente eletta sede della Giunta delle Comunità di Castiglia-La Mancia dopo una votazione nelle Cortes, il 7 dicembre 1983. Per l'elezione, il governo regionale ha incaricato José María Barreda di un’attività di informazione e consultazione della popolazione, delle istituzioni politiche e delle associazioni culturali. Nella votazione nei Tribunali, la proposta di Toledo ha ricevuto l'approvazione di 27 deputati (i 22 socialisti e i cinque del gruppo popolare di Toledo), tre contrari (i popolari di Cuenca) e 12 astensioni.

## Monumenti e luoghi d'interesse

### Architetture religiose

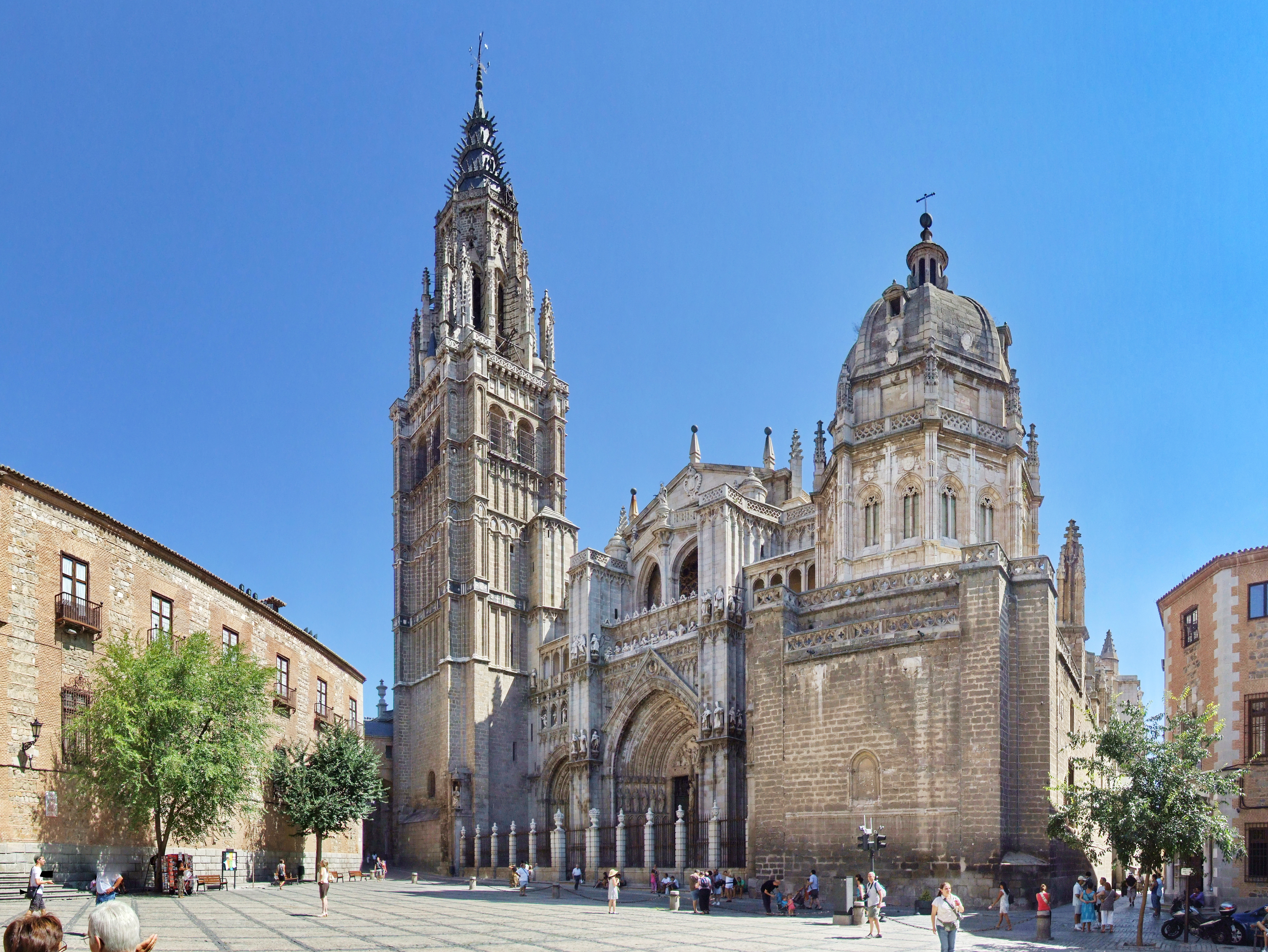
La cattedrale di Toledo

Le principali chiese sono la Cattedrale, costruita nel XIII secolo secondo lo stile gotico delle cattedrali francesi e contenente la scultura Transparente di Narciso Tomé, la Chiesa di Sant'Ildefonso, la Chiesa di San Romano, la Chiesa di San Tommaso dov'è conservato il quadro de La sepoltura del conte di Orgaz di El Greco. Altre architetture religiosono sono il Monasterio de San Juan de los Reyes, la Chiesa di Santiago del Arrabal, la Chiesa di San Andrés, l'oratorio di san Filippo Neri.
Durante il periodo di dominazione araba nella città si ebbe una certa tolleranza religiosa, con la convivenza dei musulmani con una piccola minoranza di cristiani ed ebrei: tuttavia questi ultimi non godevano degli stessi diritti spettanti ai musulmani. Tale periodo si concluse nel 1492, dopo la Reconquista, con l'espulsione, da parte del re "cattolicissimo", dei musulmani e degli ebrei. A ricordo di quel periodo restano oggi numerosi monumenti religiosi come la Sinagoga di Santa Maria la Blanca, la Sinagoga del Tránsito e la Moschea del Cristo della Luce.

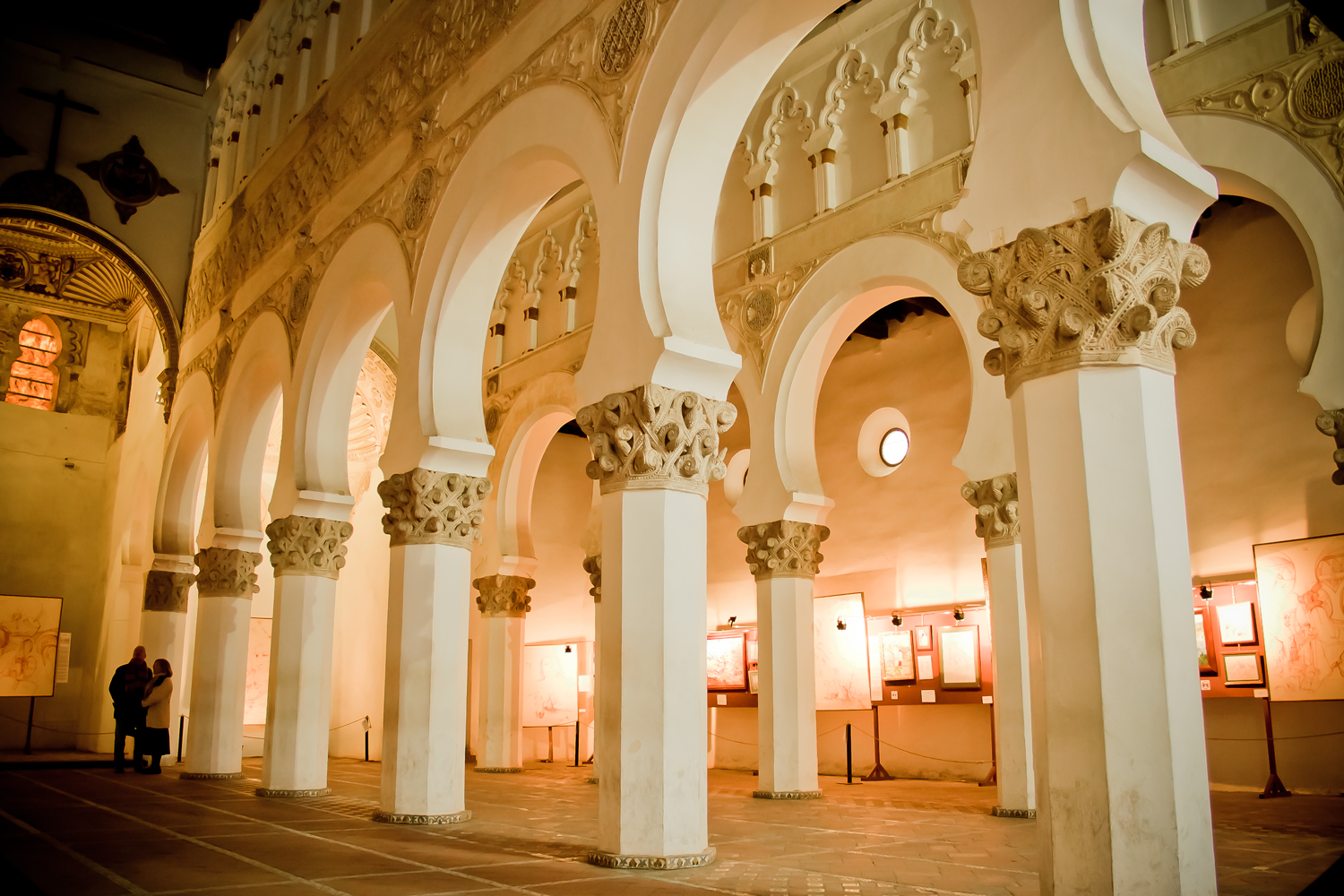
Sinagoga di Santa Maria la Blanca

### Architetture civili
Tra i monumenti più importanti si ricorda la fortezza dell'Alcázar, teatro di una sanguinosa battaglia durante la guerra civile spagnola: l'Alcazar era allora sede dell'accademia militare per gli allievi ufficiali dell'esercito e si schierò con gli insorti franchisti resistendo all'assedio dell'esercito regolare. Durante questo assedio al comandante dell'Accademia fu posta da parte dell'esercito repubblicano l'alternativa di arrendersi o di lasciare uccidere il figlio catturato dalle truppe regolari. Il generale non si arrese. L'assedio fu raccontato in un film italiano, L'assedio dell'Alcázar, girato durante la dittatura fascista.
Altri monumenti importanti sono i resti dell'acquedotto romano e il circo romano nonché il Castello di San Servando, costruito da Alfonso VI, divenuto poi monastero della congregazione di Cluny, passato più tardi ai Templari e ricostruito nel XIV secolo dal cardinale Tenorio. Restaurato nel 1949 divenne un ostello per la gioventù.
Notevoli anche il Ponte di Alcántara, di origine romana e successivamente fortificato dagli Arabi, e il ponte di San Martino, che collegava Toledo con l'Estremadura da cui arrivava il carbone e la pietra di granito. Altre architetture famose sono il palazzo arcivescovile, la Puerta del Sol, la Porta Bisagra e la Stazione ferroviaria.

## Arte
Per gli amanti dell'arte, la città di Toledo si identifica con il grande pittore El Greco (1541-1614) che trascorse qui gli ultimi 37 anni della sua vita; nella città sono conservate alcune delle sue opere, tra le quali  La sepoltura del conte di Orgaz, conservato nella chiesa di Santo Tomé. C'è anche una Casa-Museo del Greco, ma è documentato che El Greco visse da tutt'altra parte e che questa casa era appartenuta a Samuel Levy, tesoriere evidentemente ebreo di re don Pedro. All'inizio del Novecento il marchese della Vega per mantenere il ricordo del pittore, conservare i suoi quadri, restaurare questo casolare, volle creare una copia di ciò che avrebbe potuto essere la casa del Greco, creando un'opera verosimile con mobili dell'epoca. Attorno ad un bel cortile con lo zoccolo piastrellato ci sono la sala da pranzo e quella da lavoro della moglie, o amante, madre del figlio Manuel e ispiratrice del pittore, donna Jeronima, la cucina e un bel giardino. Al piano superiore lo studio del pittore, con il dipinto Lacrime di San Pietro, ed altre stanze ricostruite immaginando come visse El Greco.

## Società

### Evoluzione demografica
Abitanti censiti

## Economia
Toledo è famosa da secoli per la sua produzione di acciaio e soprattutto per le spade, le cui tecniche di produzione, secondo alcuni di provenienza persiana e importate dagli arabi, in realtà, come ci racconta il lessico bizantino della Suda (X sec.), erano di origine celtibera, quindi di molti secoli anteriori alle invasioni arabe. Gli antichi romani infatti le apprezzavano e cercavano di imitarle già dai tempi delle guerre puniche:
I celtiberi eccellono nella fabbrica delle spade: senza dubbio le loro spade e i loro pugnali sono molto adatti a ferire di taglio con entrambe le mani. Per il qual motivo già dai tempi di Annibale i romani, ripudiate le spade patrie, adottarono le spade ispaniche; inoltre in un certo qual modo ne imitarono la fabbricazione e la stessa forma, ma non furono in alcun modo capaci di uguagliarne né la bontà del ferro né l’accuratezza e la diligenza della manifattura (Celtiberi gladiorum fabrica εκcellunt: quippe eorum gladii et mucrones sunt valide, et ad caesim utraque manu feriendum apti. Quamobrem Romani jam inde ab Αnnibalicis temporibus, abjectis ensibus patriis, Ηispanici gladii usum adscivere: ac formam quidem ipsam ac fabricam imitati sunt, bοnitatem autem ferri ac reliquam curam et industriam assequi haudquaquam potuerunt.)
Ancora oggi la città è un centro importante di produzione di coltelli e di altri oggetti di acciaio.

## Amministrazione

### Gemellaggi
- Empoli,  Italia[senza fonte]
- Teggiano,  Italia[senza fonte]

## Sport
Il Club Deportivo Toledo è la squadra calcistica della città ed ha i colori sociali bianco-verde.